# Junema
Junema je šestčlanska glasbena skupina iz Ljubljane. 
Žanrsko staplja elemente pop muzikaličnosti, bossa nove, kantavtorskih pripovedi, latino zvočnih nians, koketirajo pa tudi z alternativno-rockovskimi glasbenimi vzgibi.
Leta 2010 so jo ustanovili Neža Trošt (vokal), Marko Ovčak (kitara) in Jure Bergant (kontrabas). Jureta Berganta je na bas kitari leta 2015 zamenjal Blaž Vehar. Skupina je v svojih začetkih preigravala predvsem jazzovske priredbe. Avtorskega ustvarjanja so se lotili leta 2016, ko se je skupini pridružil Luka Snoj (akustična kitara). 
Leta 2017 so izdali singla Čakam in V intervalu večnih sanj. Istega leta se je skupini pridružila še Nataša Zamida (bobni), ki je skupino zapustila še istega leta. Skupini sta se kasneje pridružila še Anže Sitar (bobni) in Luka Hočevar (klaviature).

### Ko se ustavi čas
Leta 2018 je skupina pri založbi Celinka izdala prvi album z naslovom Ko se ustavi čas. Album je postal album tedna časopisa Delo, skladbi V intervalu večnih sanj in Odčarana pa sta bili izbrani za popevki tedna na Valu 202. Zvočno podobo albuma so oblikovali trije producenti: Igor Ilić, Peter Penko in Igor Bračić-Sadež.

## Diskografija

### Albumi
- 2018: Ko se ustavi čas

### Skladbe, radijski singli in videospoti
| Leto | Pesem                   | Videospot | Radijski singel | Album            |
| ---- | ----------------------- | --------- | --------------- | ---------------- |
| 2017 | Čakam                   |           | ✓               | Ko se ustavi čas |
| 2017 | V intervalu večnih sanj | ✓         | ✓               | Ko se ustavi čas |
| 2017 | Šelestenje              | ✓         | ✓               | Ko se ustavi čas |
| 2018 | Odčarana                | ✓         | ✓               | Ko se ustavi čas |
| 2018 | Paradoks                |           |                 | Ko se ustavi čas |
| 2018 | Na mojem vrtu           |           |                 | Ko se ustavi čas |
| 2018 | Le bdi                  |           |                 | Ko se ustavi čas |
| 2018 | Tulipan                 |           |                 | Ko se ustavi čas |
| 2018 | Ko se ustavi čas        |           |                 | Ko se ustavi čas |
| 2018 | Ugasni mi barve         |           |                 | Ko se ustavi čas |
| 2019 | V gozdu nad meglo       | ✓         | ✓               | Ko se ustavi čas |